# Jan Berglin
Jan Berglin (né le 24 mars 1960) est un auteur de bande dessinée suédois. Actif depuis le milieu des années 1980, il accède à la notoriété lorsque le quotidien Svenska Dagbladet l'embauche en 1995. Ses comic strips comportent généralement deux bandes de deux cases et déploient un humour légèrement absurde teinté de réflexions philosophiques. Il collabore régulièrement avec sa femme Maria Berglin (sv).

## Œuvres
- "Samlade serier", 42 Förlag, 1992
- "Avanti! – Serier för förryckta", Federativs förlag, 1995
- "Mitt i currykrysset! – Serier mot sekelslutsleda", Federativs förlag, 1997
- "Andra bullar!", Federativs förlag, 1998
- "Knektöppning", Federativs förlag, 1999
- "Magnum Berglin – Samlade teckningar 1989–1999", Galago, 2001
- "Lagom Berglin – Samlade teckningar 1999–2002", Galago, 2002
- "Pytte Berglin", Galago, 2003
- "Berglinska tider", Galago, 2004
- "Far och jag", Galago, 2005 (avec Maria Berglin)
- "Berglin nästa!", Galago, 2006
- "Berglins tolva", Kartago, 2007 (avec Maria Berglin)
- "Berglin den trettonde", Kartago 2008 (avec Maria Berglin)
- "Män är från Marstrand och kvinnor är från Ven", Kartago, 2008 (avec Maria Berglin)
- "Varje dag man inte köper pizza är en seger", Kartago, 2009 (avec Maria Berglin)
- "Välkommen till Fjuckby – Jan och Maria Berglins samlade teckningar", Kartago 2009 (avec Maria Berglin)
- "Någon ser dig när du petar näsan" Galago, 2010 (avec Maria Berglin)
- "Bronto Berglin", Galago, 2011 (avec Maria Berglin)
- "En färskvaruupplevelse", Galago, 2011 (avec Maria Berglin)
- "Far och jag – fortsättningen", Galago, 2012 (avec Maria Berglin)
- "Den speciella & den allmänna vardagsteorin", Bonnier Fakta, 2012 (avec Maria Berglin)
- "Det är den som möter som ska backa", Wahlström & Widstrand, 2013 (avec Maria Berglin)
- "Berglins stora bok om kropp & hälsa", Wahlström & Widstrand, 2014 (avec Maria Berglin)
- "Mitt i rondellen", Wahlström & Widstrand, 2014 (avec Maria Berglin)
- "Det sista rotavdraget", Wahlström & Widstrand, 2015 (avec Maria Berglin)
- "God Jul Luj Dog – samlade julteckningar", Wahlström & Widstrand, 2015 (avec Maria Berglin)
- "Serier från andra våningen", Wahlström & Widstrand, 2016 (avec Maria Berglin)
- "Kaos är granne med Bjällermalms" Natur och Kultur, 2017 (avec Maria Berglin)
- "Nämenvaf…", Natur och Kultur, 2018 (avec Maria Berglin)
- "Nya bokstavskombinationer", Natur och Kultur, 2019 (avec Maria Berglin)
- "Samtidsrysningar", Natur och Kultur, 2020 (avec Maria Berglin)
- "Berglins Guld: De bästa serierna från 2009–2019", Kartago 2021 (avec Maria Berglin)
- "Bland pannben och styrkekramar", Kartago 2021 (avec Maria Berglin)

## Distinction
- 1997 : Prix Adamson du meilleur auteur suédois pour l'ensemble de son œuvre